# Dipolog
Dipolog is de hoofdstad van de Filipijnse provincie Zamboanga del Norte in het noordwesten van het eiland Mindanao. Bij de laatste census in 2007 had de stad ruim 113 duizend inwoners.

## Geografie

### Bestuurlijke indeling
Dipolog is onderverdeeld in de volgende 21 barangays:
| - Barra - Biasong - Central - Cogon - Dicayas - Diwan - Estaca - Galas - Gulayon - Lugdungan - Minaog | - Olingan - Miputak - Punta - San Jose - Sangkol - Santa Filomena - Sicayab - Sinaman - Turno - Santa Isabel |

## Demografie
Dipolog had bij de census van 2007 een inwoneraantal van 113.118 mensen. Dit zijn 13.256 mensen (13,3%) meer dan bij de vorige census van 2000. De gemiddelde jaarlijkse groei komt daarmee uit op 1,73%, hetgeen lager is dan het landelijk jaarlijks gemiddelde over deze periode (2,04%). Vergeleken met de census van 1995 is het aantal mensen met 22.341 (24,6%) toegenomen.

De bevolkingsdichtheid van Dipolog was ten tijde van de laatste census, met 113.118 inwoners op 136,28 km², 830 mensen per km².

## Geboren
- Prospero Amatong (18 oktober 1931), politicus (overleden 2009)